# Хадза
Хадза — корінний народ, що проживає на півночі Танзанії — регіони Аруша, Сингіда, Шиньянга, навколо озера Еясі. Розмовляють ізольованою мовою хадза, приблизна кількість на 2014 рік становила 1120 чоловік.

## Дослідження
1931 року німецький археолог та етнолог Людвіг Коль-Ларсен відкрив існування хадза, переважна частка досліджень етнічної групи проводилася до 1960-х років, коли ще не настали істотні зміни в їхньому житті. Дослідження вчених наприкінці XX й на початку XXI ст. зробили значний внесок до розуміння уявлень про первісне суспільство.
Дмитро Ольдерогге іменував хадза «бушменами Східної Африки».
Етнонімами для позначення народу хадза в літературі є
- як ендонім — хадзапі, хадзабе, хадза, хатса
- у суахілімовних народів — вакіндіга, ватіндіга, кіндіга, тіндіга, походить від дієслова «tindika», що може означати «бути відрізаним, губитися, закінчуватися, обриватися, відчувати в чомусь нестачу». Коль-Ларсен використав варіант «ватіндіга» та тлумачив його як «втікачі».

## Мітологія
Згідно з хадза, історія світу поділяється на 4 великі епохи, під час двох перших на Землі жили великі гіганти, під час третьої з'явилися сучасні люди, які винайшли ліки, лук, посуд; четверта ж епоха не має певних часових меж і пов'язана з виникненням та розселенням певного роду. Сонце у хадза шанується як створювач життя, живих істот і людей. У кожного роду є свої герої, які шануються як першолюди та заступники. Ритуали присвячені циклам людського життя — народження, дорослішання, смерть, річним сонячним циклам.
З середини XX століття відбувається поступова християнізація племені.

## Походження

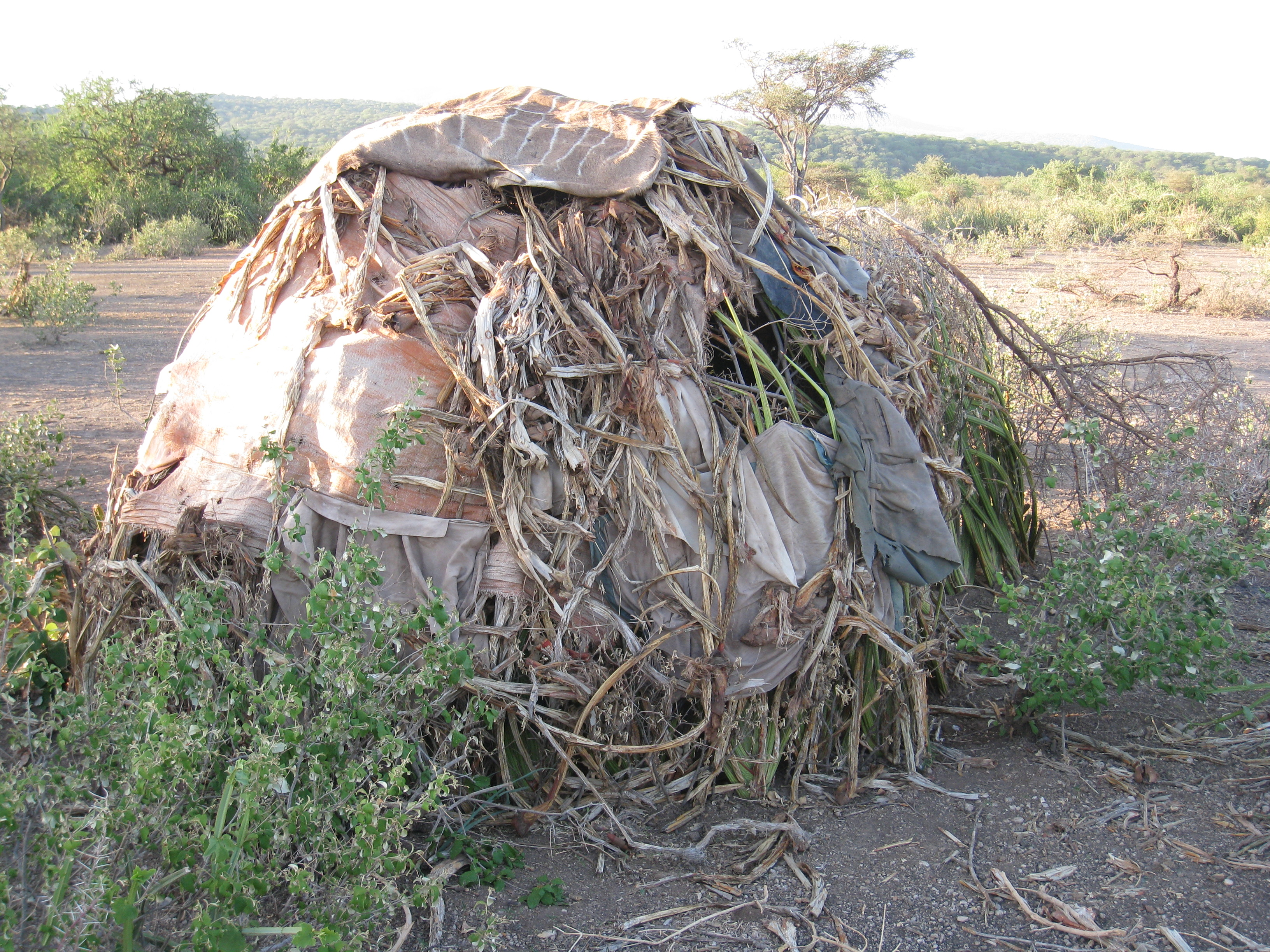
Хатина хадза

Походження хадза не є до кінця з'ясованим. Антропологічно відносяться до «малої негрської раси» з невеликими частками капоїдних рис, приблизно у VI ст. розійшлися із сандаве. Дослідники першої половини XX ст. розглядали хадза як залишки койсанських народів у Східній Африці. Сучасніші генетичні дослідження вказують на більшу спорідненість із західноафриканськими пігмеями. За дослідженнями 2003 року «Knight B, et al.» Y-хромосомні гаплогрупи у хадза представлені переважно підгілкою B2b — тією самою підгілкою, яка присутня у представників пігмейських народів — ака та мбуті. Більша частина E3a вказує на домішки банту; решта Y-хромосомних гаплогруп представлена іншими E-субкладами. Мітохондріальна ДНК представлена гаплогрупами L2 — переважно субклади пігмейського походження та L3, в більшості східноафриканського походження. Ці гаплогрупи не збігаються з відповідними у койсанських народів Південної Африки, котрі відносяться до мітохондріальних гаплогруп L1d/L1k.

## Традиційний спосіб життя
Хадза є мисливцями-збирачами, полюванням займаються лише чоловіки поодинці чи невеликими групами, у окремих випадках — до 15 чоловіків — наприклад, при полюванні на бегемота; лук — головна мисливська зброя. Наконечники луків переважно кам'яні, інколи викувані з виміняного заліза, полювання з луком проводилося на африканських буйволів і антилоп, також використовували отруєні стріли. Основний масив полювання припадає на сухий сезон. Збиранням займаються як жінки, так і чоловіки, особливо в малоефективні для полювання періоди. Хадза збирають дикорослі рослини, яйця птахів і черепах, продукти збирання становлять до 4/5 раціону.

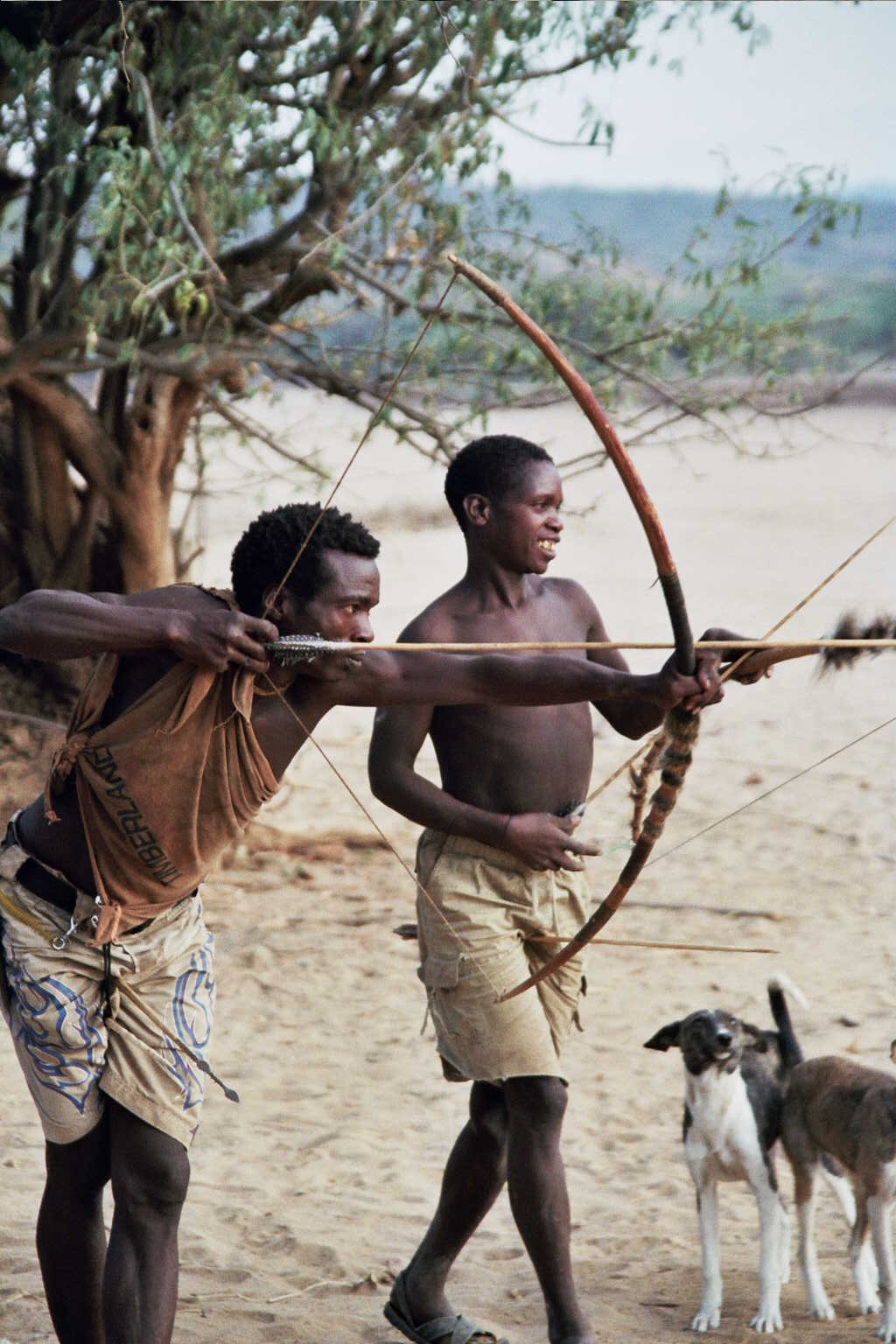
Чоловіки хадза на полюванні

Хатина з трави з гілковим каркасом — житло, у якому хадза проводять більшу частину року; хижини споруджують близько одна від одної в природному захищеному місці. Під час сезону дощів частина хадза переселяється в укриття під скелями. Жіночий традиційний одяг — шкіряний передник, у чоловіків — передник і «пояс соромливості»; ходять переважно босими, при переході через колючки одягають сандалії. Андрій Коротаєв, описуючи суспільство хадза, зазначив, що воно ще більш егалітарне, ніж багато співтовариств приматів; ця риса не є загальною для первісних товариств, однак поєднує хадза з бушменами та пігмеями.
Сім'я невелика, шлюби переважно амбілокальні зі схильністю до уксорілокальності, родичівство є білатеральним. Родинні терміни можуть поширюватися на осіб, з якими розмовляючий не є у родичівстві — як у бушменів та австралійських аборигенів. Сім'ї хадза утворюють невеликі групи, які разом кочують, переважно перехід на нове місце буває раз на два тижні. Склад кочуючих груп є непостійним, за бажанням хадза вони можуть об'єднуватися чи розділятися. Території, які займають кочові общини, не мають чітких меж, власне, кожний хадза може жити, полювати й займатися збиранням там, де йому заманеться. Під час сухого сезону хадза об'єднуються в групи по 100—200 людей, у сезон дощів знову живуть окремими общинами. Дослідник Дж. Вудз описував, що станом на 1968 рік землі, які населяють хадза, умовно поділяються на чотири частини, кожну із яких населяє група чисельністю до 150 осіб. Усі такі частини мають власні назви, які походять від назв населених місцевостей. Незважаючи на перемінний склад, ці об'єднання є досить стабільними, їхні члени займаються пошуками їжі на «своїй» території та під час сухого сезону збираються в певному місці.
Якогось формалізованого інституту керівників общин чи груп у хадза немає, проте деякі люди мають вплив завдяки особистим якостям; рішення щодо питань, які дотичні до усього певного об'єднання, приймають чоловіки.

## Сучасний стан
З XVIII століття хадза перебували під впливом сусідніх племен банту й почали займатися землеробством і скотарством, постійні контакти з європейцями почалися з кінця XIX століття.
У першій половині XX століття хадза жили на рівнинах та передгір'ях північно-східніше озера Еясі в сухих степах та саванах, після знищення мухи цеце на їхні території стали приходити сусідні племена скотарів і землеробів. У XXI ст. чисельність хадза поступово скорочується, їх витісняють у болота й на пустища на південь від Еясі під тиском іссансу, мбулу та масаїв. За кілька десятиліть хадза втратили до трьох чвертей своїх земель, частина людей племені відмовилася від кочового способу життя й допомагає обробляти землю на полях. Хадза намагаються боротися за свої права, звертаються до уряду Танзанії із закликом виключити територію свого постійного проживання із зони інтересів сусідніх племен, при цьому наголошуючи на екологічності свого існування та багатовікових традиціях власної методи господарювання.